# (523688) 2014 DK143
(523688) 2014 DK143 est un objet transneptunien en résonance 3:5 avec Neptune et une planète naine potentielle.